# Шикачик блідий
Шика́чик блідий (Edolisoma ceramense) — вид горобцеподібних птахів родини личинкоїдових (Campephagidae). Ендемік Індонезії.

## Підвиди
Виділяють два підвиди:
- E. c. ceramense (Bonaparte, 1850) — острови Серам, Буру і Боано[en];
- E. c. hoogerwerfi Jany, 1955 — острів Обі[en].

## Поширення і екологія
Бліді шикачики поширені на Молуккських островах. Вони живуть в рівнинних і гірських вологих тропічних лісах та в мангрових лісах.